# Aeromachini
Los aeromaquinos (Aeromachini) son una tribu de lepidópteros ditrisios de la subfamilia Hesperiinae  dentro de la familia Hesperiidae.

## Géneros
- Aeromachus
- Ampittia
- Baracus
- Halpe
- Ochus
- Onryza
- Parasovia
- Pithauria
- Sebastonyma
- Sovia
- Thoressa